# Билык, Николай Ильич
Николай Ильич Билык (укр. Микола Ілліч Білик; род. 20 мая 1953, Топоровцы) — советский и украинский скульптор. Народный художник Украины (2017). Член-корреспондент НАИУ (2017).

## Биография
Николай Билык родился 20 мая 1953 года в селе Топоровцы Черновицкой области. В 1968—1972 годах учился в Вижницком училище прикладного искусства. В 1980 году окончил Львовский институт прикладного и декоративного искусства. Творческую работу начал в производственном объединении «Художник». С 1994 года преподает скульптуру, композицию и работу в материале в Киевском государственном институте декоративно-прикладного искусства и дизайна им. М. Бойчука.
Член Национального союза художников Украины с 1986 года.
В 1996 году получил звание «Заслуженный художник Украины». В 2017 году получил звание «Народный художник Украины».
С 1981 года активно участвует в республиканских, всесоюзных и международных выставках в России, на Украине, в Германии, Франции и США. Персональные выставки проводились в Киеве, Мюнхене (Германия), Чикаго (США), Вашингтоне (США).
С 1988 года принимал участие в симпозиумах скульпторов в городах Ямполь, Тернополь, Харьков, Луцк, Бейрут (Ливан). В 1988 году был руководителем Международного симпозиума в Ямполе, где получил I премию. В 1991 году стал лауреатом Международного биеннале «Львов-91» (первая премия в области скульптуры).
С 1980 года живёт и работает в Киеве. Его произведения представлены в коллекциях Министерства культуры и искусств Украины, в музеях Черновцов, Львова, Чернигова, Черкасс, Переяслава, а также в Германии, Канаде, США, Бельгии, Нидерландах, Франции.

## Творчество
- 1983 — «Полёт». Скульптурная композиция на фасаде музея Н.Трублаини (в с. Ольшанка Винницкой области);
- 1988 — Памятник Т. Г. Шевченко (Ивано-Франковск);
- 1991 — Памятный знак погибшему посёлку Предмостная Слободка, Гидропарк (Киев);
- 1992 — Памятник погибшим в Великой Отечественной войне 1941—1945 гг. (с. Макеевка, Киевская обл.);
- 1994 — Герб г. Киева (в соавторстве с В. Сивко);
- 1995 — Бюст Т. Г. Шевченко (Гавана, Куба);
- 1995 — Реконструкция памятника княгине Ольге, Андрею Первозванному, Кириллу и Мефодию (Киев);
- 1997 — Памятник Ярославу Мудрому (Киев);
- 2001 — Памятник князю Владимиру (Волынская обл.);
- 2006 — Монумент Героям Чернобыля (Черкассы);
- Мемориальные доски Петру Могиле, А. Олесю, Б. Гринченко, Л. Забаште, Р. Шульгину, А. Мишакову, О. Федорову, В. Симиренко, А. Таранцу, А. Топачевскому, В. Данилову, Ю. Даденкову, Н. Бойчуку;
- Надгробие Платона Майбороды на Байковом кладбище в Киеве.
- 2009 — Памятник гетману Мазепе (Полтава);
- 2016 — Памятник Борцам за волю Украины (Черкассы, открыт 23 апреля 2016).

## Галерея

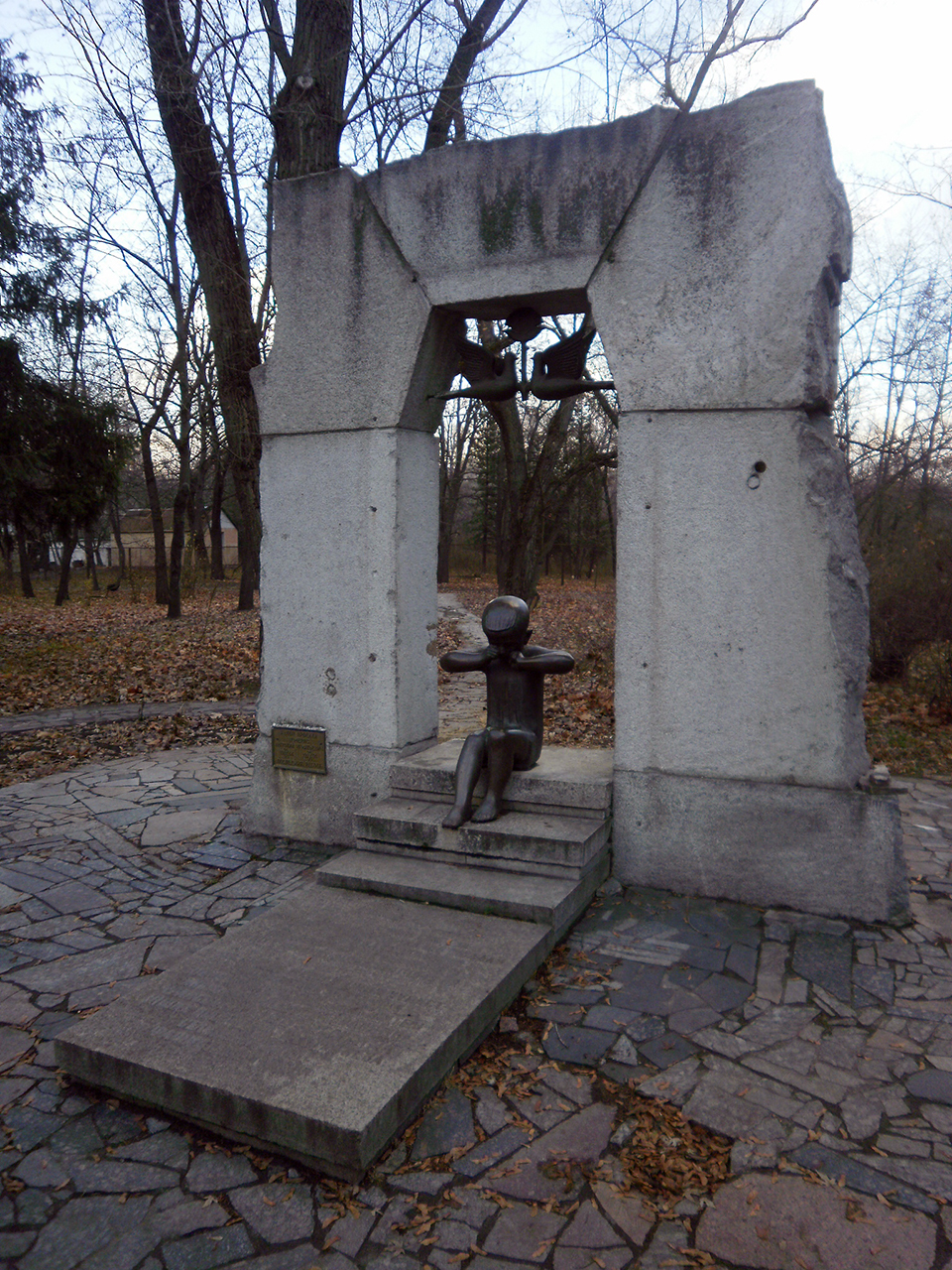
Памятный знак погибшему посёлку Предмостная Слободка (Гидропарк (Киев))
Памятник Ивану Мазепе (Полтава)